# Parc d'État de Starvation
Le parc d'État de Starvation (en anglais : Starvation State Park) est un parc d'État américain situé dans l'Utah et couvrant le réservoir éponyme, issu d'un barrage sur la Strawberry.

## Géographie
Le site est situé à 6,4 km au nord-ouest de Duschene et à 175 km au sud-est de Salt Lake City. Il se localise au sud des montagnes Uinta.
La superficie du lac artificiel est de 14,18 km².

## Histoire
L'origine du nom Starvation est attribué à 2 légendes :
- Des trappeurs affamés, après avoir volé une réserve amérindienne de nourriture durant un hiver rigoureux, auraient ainsi provoqué la famine des Amérindiens. L'histoire inverse est aussi mentionnée, des Amérindiens auraient pillé une réserve de nourriture appartenant à des trappeurs qui seraient par la suite morts de faim.

- À la fin des années 1800 ou au début des années 1900, des propriétaires de bétails venus près de la rivière Strawberry aurait souffert de la famine en tentant de coloniser la région.

Le barrage est construit en 1970 sur la rivière Strawberry. Le parc est créé en 1972.

## Faune et flore
Les espèces de poissons présentes sont des bars, des sandres dorés jaunes et des truites.

## Informations touristiques
Le parc est accessible depuis l'U.S. Route 40.
Les droits d'entrée sont de 5$ pour une voiture et de 8 à 14$ pour une nuit en camping.
Les activités possibles sont la pêche, la plaisance  les randonnées en véhicules tout-terrain (hors des sentiers aménagés à Knight Hollow) et le ski nautique.
Chaque année un concours de pêche au sandre renommé est organisé sur le site. Il récompense les captures supérieurs à 4,5 kg.
L'affluence en 2004 était de 105 836 visiteurs.